# MOKA
MOKA (englisch Methodology and tools Oriented to Knowledge-based engineering Applications, dt. etwa Methodik und Werkzeuge für Anwendungen der wissensbasierten Konstruktion) ist eine Methode der Formalisierung des Wissens zum Entwickeln von KBE/WBK- (engl. knowledge based engineering, dt. wissensbasierte Konstruktion) oder KBS/WBS-Anwendungen (wissensbasierte Systeme).